# Marte (Nigeria)
Marte è una città della Repubblica Federale della Nigeria appartenente allo Stato di Borno. È capoluogo dell'omonima area a governo locale (local government area) che si estende su una superficie di 3.154 km² e conta una popolazione di 129.370 abitanti.